# Restinga (São Paulo)
Restinga est une municipalité brésilienne de l'État de São Paulo et la Microrégion de Franca.